# The Moonbase
The Moonbase (La base lunar) es el sexto serial de la cuarta temporada de la serie británica de ciencia ficción Doctor Who, emitida originalmente en cuatro episodios semanales del 11 de febrero al 4 de marzo de 1967. Muestra el regreso y primer rediseño de los Cybermen.

## Argumento
La TARDIS hace un aterrizaje forzoso en la Luna, en el año 2070 y, vestidos con trajes de astronautas, el Segundo Doctor y sus acompañantes Jamie, Polly y Ben se aventuran fuera y juegan con la baja gravedad del entorno. Jamie se hiere mientras hacen el tonto. Solo hay un edificio en esa parte de la luna, una base lunar que investiga el tiempo meteorológico, y que está a cargo de una tripulación internacional comandada por el optimista Hobson. Cuando llegan los viajeros del tiempo, el Doctor se congracia con ellos de la forma habitual, y se dispone a hacer algo de trabajo de detective, porque algunos de los tripulantes han ido cayendo en coma por un extraño virus que se esparce por el cuerpo. El control espacial internacional ha respondido a la crisis poniendo la base lunar en cuarentena. El médico de la estación, Evans, fue el primero en contraer la enfermedad, y delirando habló de una mano de plata antes de morir.
Hay algo que definitivamente no va bien, porque otro tripulante de la base lunar, Ralph, ha desaparecido en la despensa, y también se han dado cuenta de que alguien más en la luna está monitorizando las transmisiones de radio de la base. Jamie ha sido llevado a la enfermería donde, febril y delirante, comienza a murmurar sobre un "Gaitero fantasma", una figura que se aparece a McCrimmon antes de morir. Mientras atiende a Jamie, Polly ve una enorme figura que se va por la puerta. Cuando Hobson, el Doctor, Ben, John y Nils van a recoger el cuerpo de Evans, este ha desaparecido. Entonces comienzan a investigar dónde está este "gaitero". Polly va a por algo de agua, y Jamie despierta para ver al "gaitero" avanzando hacia él.
El "gaitero" ignora a Jamie, ya que no tiene la enfermedad, así que se lleva a otro paciente y se marcha. Polly vuelve justo mientras se marcha la figura, y la reconoce como un Cyberman. El Doctor se da cuenta de que sus viejos enemigos están atacando la base lunar y llevándose los cuerpos de los pacientes. Hobson rechaza esta historia, pensando que murieron hace años. Le da al Doctor veinticuatro horas para descubrir la causa del virus, o de lo contrario se tendrá que ir de la Luna. Mientras Hobson se encarga del Gravitron, que con menos trabajadores se está haciendo difícil de controlar, el Doctor decide enfocarse en la causa de la enfermedad vírica. En la enfermería, un Cyberman ataca a Polly y Jamie, aturdiéndoles con una descarga eléctrica de su mano (que también usó para aturdir a Ralph) y después se va con el cuerpo de otro paciente.
Se descubre que el Gravitron no funciona porque algunas antenas en la superficie de la Luna están rotas. Jools y Franz van a arreglarlas, pero son emboscados por dos Cybermen (a quienes la baja gravedad no les afecta) y les matan. El Doctor no logra encontrar la causa de la enfermedad y Hobson le ordena que se marche. Polly hace algo de café y otro miembro de la tripulación queda infectado. El Doctor descubre que el virus neurotrópico se ha esparecido a partir del azúcar infectado de la despensa, y esto es una trama organizada para desestabilizar a la tripulación. Los humanos han estado buscando por toda la base y no han encontrado a ningún Cyberman. En ese momento, el Cyberman que había estado fingiendo ser un paciente en una cama se descubre y les apunta con su arma. Otro Cyberman sale y mata a Bob cuando este intenta atacar al otro con una barra de metal. Los Cybermen reconocen al Doctor y usan sus armas para tomar el control de la central de control en el centro de la base lunar, mientras encierran a Polly y Ben en la enfermería. Los Cybermen revelan que quieren usar el Gravitron para destruir la vida en la Tierra alterando el tiempo.
A bordo de la cybernave, Evans, Jools y Ralph son inducidos a obedecer a los Cybermen como esclavos zombis. Les llevan a la base, al corazón del Gravitron para trastornar la máquina. Los Cybermen han estado entrando y saliendo de la base por un túnel que dirige hasta las despensas. Usando extintores, quitabarniz y otros objetos que disuelven plástico, Ben, Polly y un recuperado Jamie inician un contraataque para escapar de su encarcelamiento en la enfermería. Los tres Cybermen en la lucha inicial son destruidos. Benoit sale a ver qué ha pasado con Jools y Franz. Solo encuentra los trajes espaciales, y entonces es perseguido por un Cyberman. Ben pone algo de disolvente en una botella y sale fuera. Entonces lanza la botella al pecho del Cyberman, matándole y salvando a Benoit.
La tripulación bloquea el agujero en la despensa para evitar que sigan entrando Cybermen. Localizan la cybernave, pero para su horror un gran ejército de Cybermen comienza a avanzar hacia la base lunar. Se dirigen allí a través de la superficie de la Luna. Dos Cybermen dañan la antena, evitando que la base pueda contactar con la Tierra. Sin embargo, hay una nave de rescate en camino. Los Cybermen usan ondas de radio para reactivar a sus zombis dentro de la base, que se adentran en el Gravitron y lo usan para enviar la nave de rescate de la Tierra hacia el sol. Logran abrir un agujero en la pared, que despresuriza la base, pero Hobson y Benoit usan una máquina de café para bloquear el agujero. La despresurización desactiva a Evans y los otros zombis.
Llegan dos cybernaves más (una de ellas la que abrió el agujero). Los Cybermen en la superficie están levantando un gran cañón láser y amenazan con volar la base si no abren la entrada antes de diez segundos. Disparan, pero el rayo es rechazado por el Gravitron, así que los Cybermen se llevan el cañón. Otro gran escuadrón de otra de las cybernaves toma posiciones alrededor de la base. Con la ayuda de Hobson, Polly y Benoit, el Doctor apunta el Gravitron a la superficie de la luna, lo que lanza a los Cybermen y sus naves al espacio.
Mientras Hobson y su equipo reorientan el Gravitron para su uso normal, el Doctor y sus acompañantes se marchan. De vuelta a la TARDIS se desmaterializan, y después activan el escáner temporal que rara vez utilizan para descubrir una monstruosa garra moviéndose alrededor.

## Producción
| Episodio          | Fecha de emisión      | Duración | Espectadores en millones | Estado en el archivo              |
| ----------------- | --------------------- | -------- | ------------------------ | --------------------------------- |
| Episodio 1        | 11 de febrero de 1967 | 24:12    | 8,1                      | Solo quedan fotogramas y el audio |
| Episodio 2        | 18 de febrero de 1967 | 24:42    | 8,9                      | Película de 16mm                  |
| Episodio 3        | 25 de febrero de 1967 | 26:11    | 8,2                      | Solo quedan fotogramas y el audio |
| Episodio 4        | 4 de marzo de 1967    | 23:28    | 8,1                      | Película de 16mm                  |
| [ 1 ] [ 2 ] [ 3 ] |                       |          |                          |                                   |

- Los títulos provisionales de la historia fueron Cybermen y The Return of the Cybermen. Comenzó a prepararse antes de la emisión del último episodio de The Tenth Planet, para aprovechar la gran respuesta positiva que tuvieron los Cybermen.
- Cuando Pedler recibió el encargo de escribir una segunda historia Cyberman, uno de los requisitos fue que la historia solo debería tener un decorado enorme y un número limitado de decorados pequeños.
- El primer borrador del guion se escribió antes de que Frazer Hines se convirtiera en personaje regular del reparto. De esta forma, tuvo que incluirse a Jaime en un guion que no tenía mucho sitio para él. Así pues, en los primeros dos episodios Jaime pasó la mayor parte del tiempo en la enfermería, y en los dos últimos episodios algunas de las frases de Ben se le dieron a Jaime.
- Los tres primeros episodios se grabaron en sábados sucesivos en la entonces casa regular de Doctor Who en los Riverside Studios, pero para el episodio 4 se mudaron a los Lime Grove Studios.
- El último fragmento, utilizado para enlazar con la siguiente aventura, The Macra Terror, se filmó por separado mientras se hacía esa historia, ya que el atrezzo del Macra era demasiado grande para traerlo dentro del estudio.